# Wilhelm Ohnesorge
Wilhelm Ohnesorge (8 de junio de 1872 - 1 de febrero de 1962) fue un político alemán en el Tercer Reich, miembro del Gabinete de Adolf Hitler. De 1937 a 1945, también actuó como ministro y funcionario del Deutsche Reichspost, el servicio postal alemán, después de haber sucedido a Paul Freiherr von Eltz-Rübenach como ministro. Junto con sus deberes ministeriales, Ohnesorge también profundizó significativamente en la investigación relacionada con la propagación y promoción del Partido Nazi través de la radio, y la propuesta del desarrollo de una bomba atómica alemana.

## Biografía
Nacido en Gräfenhainichen, en la prusiana Provincia de Sajonia, Ohnesorge comenzó a trabajar para el Postal Imperial en 1890. Más tarde pasó a estudiar Física en Kiel y Berlín, antes de convertirse en el jefe del servicio postal en la Sede Imperial durante la Primera Guerra Mundial. 
Ohnesorge conoció a Hitler por primera vez en 1920, y se hicieron buenos amigos. Poco después de esto, se unió al NSDAP (número de membresía #42), fundando su primera sucursal fuera de Baviera, en Dortmund . Para el año 1929, se había convertido en el presidente de la Oficina Central del Deutsche Reichspost, el servicio postal central de Alemania. Con la toma del poder nacionalsocialista en 1933, Ohnesorge fue nombrado Secretario de Estado y supervisó de facto el Deutsche Reichspost, particularmente comprometiéndose con la propagación del Partido Nacionalsocialista y sus objetivos a través del Correo. A partir de 1937, asumió los deberes de Ministro del Deutsche Reichspost, sucediendo a Paul Freiherr von Eltz-Rübenach. 
Ohnesorge también estaba intrigado por la posibilidad de propagación del partido a través de señales de cable y radio, y se hizo conocido como algo así como un técnico por su trabajo para hacer que esto último sea técnicamente posible. También se sabe que contribuyó en gran medida a la investigación hacia una bomba atómica alemana, a pesar de su ocupación como ministro del servicio postal alemán, que constantemente gravaría su tiempo. Presentó muchos diseños y diagramas de sus ideas al propio Hitler, con quien había desarrollado una compañía personal. 
Durante la desnazificación después de la guerra, como miembro destacado del Partido, se presentaron cargos contra él. Sin embargo, por razones desconocidas, estos cargos fueron revocados más tarde, y Ohnesorge no fue penalizado por su participación con los nacionalsocialistas. Su vida de posguerra sigue siendo indocumentada. 
Ohnesorge murió a la edad de 89 años el 1 de febrero de 1962 en Múnich. 